# The Road To Mandalay
 The Road to Mandalay és una pel·lícula muda estatunidenca dirigida per Tod Browning, estrenada el 1926.

## Argument
A Singapur, el traficant anomenat «Singapore Joe» porta els seus tèrbols negocis amb l'ajuda de dos còmplices, el xinès Charlie Wing (anomenat «English») i Edward Herrington (anomenat «L'almirall»). Aquest últim s'enamora de Rosemary, que té un basar a la ciutat. El pare James, cridat per celebrar el seu matrimoni, és l'únic que sap que la jove és la filla del seu germà, pretesament desaparegut, que no és altre que «Singapore Joe»…

## Repartiment
- Lon Chaney:  'Singapore Joe'
- Lois Moran: Rosemary
- Owen Moore: Edward 'L'almirall' Herrington
- Henry B. Walthall: El pare James ('Jim')
- Sōjin Kamiyama (als crèdits Sojin): 'English' Charlie Wing
- Rose Langdon: Pansy
- John George: Sakmo